# Georgi Prvanov
Georgi Sedefčov Prvanov (Sirištinik, 28. lipnja 1957.), bivši bugarski predsjednik i političar.
Dana 22. siječnja 2002. godine postao je predsjednikom nakon što je svog prethodnika Petra Stojanova u studenom 2001. godine porazio u drugom krugu izbora. Prvanov je 29. listopada 2006. godine osvojio drugi mandat nakon pobjede nad Volenom Siderovom u drugom krugu. Član je Bugarske socijalističke stranke (BSP). Dana 22. siječnja 2012. godine podnio je ostavku na mjestu predsjednika države.

## Vanjske poveznice
- Službena stranica  Arhivirana inačica izvorne stranice od 10. veljače 2011. (Wayback Machine)